# Holest-5-en-3b,7a-diol 3b-dehidrogenaza
Holest-5-en-3,7a-diol 3-dehidrogenaza (EC 1.1.1.181, 3beta-hidroksi-Delta5-C27-steroid oksidoreduktaza) je enzim sa sistematskim imenom holest-5-en-3beta,7alfa-diol:NAD+ 3-oksidoreduktaza. Ovaj enzim katalizuje sledeću hemijsku reakciju
holest-5-en-3beta,7alfa-diol + NAD+ {\displaystyle \rightleftharpoons } 7alfa-hidroksiholest-4-en-3-on + NADH + H+
Holest-5-en-3,7a-diol 3-dehidrogenaza je visoko specifična za 3beta-hidroksi-C27-steroide sa Delta5-dvostrukom vezom.

## Literatura
- Nicholas C. Price; Lewis Stevens (1999). Fundamentals of Enzymology: The Cell and Molecular Biology of Catalytic Proteins (Third изд.). USA: Oxford University Press. ISBN 019850229X.
- Eric J. Toone (2006). Advances in Enzymology and Related Areas of Molecular Biology, Protein Evolution (Volume 75 изд.). Wiley-Interscience. ISBN 0471205036.
- Branden C; Tooze J. Introduction to Protein Structure. New York, NY: Garland Publishing. ISBN 0-8153-2305-0.
- Irwin H. Segel. Enzyme Kinetics: Behavior and Analysis of Rapid Equilibrium and Steady-State Enzyme Systems (Book 44 изд.). Wiley Classics Library. ISBN 0471303097.

## Spoljašnje veze
- Cholest-5-ene-3beta,7alpha-diol+3beta-dehydrogenase на 